# Чжуншань (Люпаньшуй)
Чжунша́нь (кит. упр. 钟山, пиньинь Zhōngshān) — район городского подчинения городского округа Люпаньшуй провинции Гуйчжоу (КНР).

## История
В 1950 году был создан Специальный район Бицзе (毕节专区), состоявший из 9 уездов.
В середине 1960-х годов в КНР началась программа массового развития внутренних районов страны, вошедшая в историю как «Третий фронт». В июне 1964 года ЦК КПК принял решение о развитии добычи угля в уездах Лючжи, Паньсянь и Шуйчэн.
В 1966 году 10 коммун из состава уездов Шуйчэн и Вэйнин-И-Хуэй-Мяоского автономного уезда были выделены в отдельный Особый район Шуйчэн (水城特区).
В 1970 году был создан Округ Люпаньшуй (六盘水地区), в состав которого перешёл, в том числе, Особый район Шуйчэн (к которому был присоединён уезд Шуйчэн) из состава Округа Бицзе (毕节地区).
В декабре 1978 года округ Люпаньшуй был преобразован в городской округ.
В декабре 1987 года был расформирован Особый район Шуйчэн, а вместо него были созданы район Чжуншань и уезд Шуйчэн.
18 июля 2020 года уезд Шуйчэн был преобразован в район городского подчинения, а часть его территории была передана при этом в состав района Чжуншань.

## Административное деление
Район делится на 8 уличных комитетов, 5 посёлков и 4 национальные волости.